# 1790年专利法
1790年专利法（1 Stat. 109）是美國聯邦政府通过的第一部专利法。该法于1790年4月10日颁布。这部法律将 "任何新發明的有用的技术、制造、发动机、机器或设备，或任何之前不為人所知或從未使用過的改进"都認定為專利。